# 神算 (2013年)
《神算》是公共電視文化事業基金會《公視學生劇展》一部作品，描述了一位通靈女孩的生活故事。

## 緣起
陳和榆在看到一篇登載於臺灣蘋果日報的訪談報導後，以其為基底開始發想關於靈媒的故事情節。後來，陳和榆訪問了前述報導中的受訪者索非亞（劉柏君），並前往拜訪許多通靈人士與相關人物，深入研究宮廟文化與其信徒之間的互動關係。

## 故事大綱
謝君雅是個熱愛壘球的高中學生，她因天生可以感知鬼魂與神靈而與道場產生緣分；在道場裡，她希望藉著修行改善個人困擾，但是，她更常因通靈能力而遭受信眾求問與崇拜。更糟的是，她因為靈媒工作而無法專心練習壘球，也失去和同學在放學後互動的機會。

## 製作發行
2011年，陳和榆以研究蒐集所得之資訊與個人發想編寫並導演了一部30分鐘短片《神算》；他將該短片投稿參加《公視學生劇展》，並在獲選後於2013年首度放映於公視主頻。

## 演員

### 主要演員
- 余佩真 飾 謝君雅
- 張柏舟 飾 金老師
- 吳宏修‬ 飾 冠宇學長
- 陳正昀‬ 飾 張巧薇[5]

### 其他演員
- 翁靖然 飾 爸爸
- 高韋喬 飾 念文學姐
- 徐林錦鶑 飾 阿嬤（聲音演出）
- 李竹琴 飾 媽媽
- 汪師超 飾 弟弟
- 游以德 飾 姐姐
- 林瑞華、耿慧珠、方虹、陳柄煌、曾洺姍、鄭文瀚、呂曜維、呂玲媜、曾兆震 飾 靈堂家屬
- 陳泰中 飾 廟公
- 李英宏 飾 道場大師兄
- 洪益祥 飾 道場二師兄
- 徐慕蓮 飾 道場總幹事
- 徐佩君、徐若男 飾 道場師姐
- 邱啟發 飾 熱少年父
- 林美鳳 飾 熱少年母
- 王伊凡 飾 熱少年

- 楊騏 飾 張老闆
- 洪韋世、黃奕嘉、黃伯倫、盧國榮 飾 張老闆隨從

- 劉柏君 飾 女子壘球校隊教練
- 陳家宜、林怡君、劉郁芷、林珈柔、黃郁婷、蔡秉真、楊凱涵、周昭馨、陳敏華、吳佳芳、胡鈺胗、蔡孟珊、巫婕瑜、高敏軍、翁婉茹、薛安妤、王智蕙、蔡妤柔、野村麗奈 飾 女子壘球隊隊員

- 陳致鵬 飾 男子棒球隊教練
- 許建庸、呂嘉袢、謝承諺、林軍、黃紹恩、賴怡安、廖本陶、蘇俊豪、蘇立瑋、徐旭威 飾 男子棒球隊隊員

- 李瓊雲 飾 國文老師
- 周書正、林行徹、杜凱捷、張祐寧 飾 頑劣學生

- 林沛靜 飾 念文學姊好友

- 黃子庭、張步元 飾 旗手
- 吳欣庭、羅美欣、陳曼殊、何暐晴、吳虹蓁、李佩榕、賴鎧茵 飾 儀隊隊員

- 魏嘉彣、吳宥桐、余宜靜、陳力瑜、方承新、林婉婷、鄭人傑、杜文婷、高慈恩、李威誼、鄒冠威、高榮治、蔡俊丞、林芳柔、林柏蓁、王喻萱、洪文洋、李珮穎、陳俊儒、翁瑋志 飾 學校同學

- 林君逸、劉以彣 飾 高職學生

- 曾美蘭、高鑀寧、邱真酥、邱宇綺、邱淑女、葉金枝、吳亞納、陳婕妤、朱月雲、張坤恭、廖金玉、高東清、林清香、孫嘉鎂、王招君、高彩霞、趙錦秀、劉吉如、黃翰屏、蔡立偉、黃清貴、陳乃綾、孫玲珍、林阿美、沈佩萱、翁詩涵、楊衍均、王茂盛、桂正桓、林子陽、梁信和、梁云繻、蘇玲玲、楊蕙如、王瑞耀、孫美麗、吳美華、吳秋雲、廖麗珊、黃詩雅、林美鳳、陳婕希、王姵婷、陳婕方、劉正鳴、徐林錦鶯、杜鄭玉蘭 飾 道場信眾

- 曾美蘭、高鑀寧、胡大器、葉恩妤、吳貞儀、梁晉維、鄭文瀚、蘇致亨、李祖浩、馮勃棣、徐慕蓮、王瑞耀、陳振國、徐林錦鶯 飾 片頭幻影[5]

## 工作人員
- 監製：張朝晟
- 製作協調：李美佩
- 製作人：何平、廖慶松
- 編劇、導演：陳和榆
- 製片：劉瑜萱
- 拍攝顧問：索非亞（劉柏君）
- 執行製片：余書玫
- 前期執行：韋子純
- 選角協力：李英宏
- 製片助理：王冠華、許可薇
- 贊助企劃：江孟軒
- 場務：劉仲憲
- 副導演：許介亭
- 場記：陳奕之
- 助理導演：梁晉維
- 棒球訓練：鄭文瀚、林金鳳
- 攝影：陳克勤
- 攝影大助：葉人豪
- 攝影助理：李奕宏
- 燈光：陳勝吉
- 燈光助理：張博斌、李麟、江俊頡
- 錄音：楊以瑄
- 代班錄音：李穎
- 錄音助理：林佳慧
- 代班助理：周嘉儀
- 美術：高樹邦
- 美術助理：王真如、協志語
- 梳化造型：李怡穎
- 造型助理：許咏雯
- 剪輯、調色：高鳴晟
- 配樂：許一鴻
- 聲音設計：沈聖德
- 視覺特效：陳振國
- 插畫設計：張以昕
- 劇照：陳敬超
- 側拍：黃昭文
- 字幕翻譯：吳政翰[5]

## 獲獎與提名

### 獲獎
- 2014年第16屆台北電影獎最佳短片(陳和榆)、最佳新演員(余佩真)[6]
- 2014年第36屆金穗獎學生作品獎首獎(神算)、學生作品個人單項表現獎(劉瑜萱)[7]
- 2013年第48屆電視金鐘獎剪輯獎(高鳴晟)[8]

### 提名
- 2013年第50屆金馬獎最佳創作短片(陳和榆、劉瑜萱、財團法人公共電視文化事業基金會、國立臺灣藝術大學電影學系)[9]
- 2013年第48屆金鐘獎迷你劇集電視電影最佳女主角(余佩真)、音效獎(楊以瑄、沈聖德、許一鴻)

## 衍生作品
- 《通靈少女》：一部由公共電視、 HBO Asia與棱聚傳播共同拍攝發行的迷你影集。

## 連結
- 公視學生劇展-神算 The Busy Young Psychic的Facebook專頁
- 公共電視台 公視學生劇展 - 神算 Archive.today的存檔，存档日期2017-05-06